# انشعاب ۱۳۲۶ در حزب توده ایران
انشعاب ۱۳۲۶ در حزب توده ایران به جدا شدن گروهی از رهبران و کادرهای فعال حزب توده ایران از این حزب در ۱۳ دی ۱۳۲۶ اشاره دارد.
پس از شهریور ۱۳۲۰، حزب توده ایران یکی از نخستین احزابی بود که به وجود آمد. این حزب متاثر از اندیشه های گروه پنجاه و سه نفر و با حضور تعدادی از همان گروه بود. در تاریخ ۱۳ دی ماه ۱۳۲۶، بیش از صد تن از رهبران و کادر فعال حزب توده ایران از این بزرگترین حزب آن روز غرب آسیا انشعاب کردند.
انور خامه‌ای از این انشعاب، به «نخستین طغیان علیه استالینیسم در جهان» تعبیر کرده‌است.

## پیش زمینۀ تاریخی

### تشکیل باند مطیع شوروی در حزب
در سال‌های آغازین حزب توده که بخش عمده ای از نیروهایش  متشکل از تکنوکرات‌های جوان تحصیل کرده ی غرب، دانشجویان دانشگاه تهران و دانش آموزان دبیرستانی بود، جوی سوسیالیستی ولی ملی گرایانه داشت و در بسیاری موارد با احزاب و رجال ملی نظیر حزب ایران و دکتر مصدق روابط خوبی داشت؛ اما به تدریج افرادی که مطیع و دنباله روی سیاستهای حزب کمونیست اتحاد جماهیر شوروی بودند، هسته ای را در شورای مرکزی حزب به وجود آوردند که در مرکز آن کیانوری و کامبخش قرار داشتند. در حدود سالهای ۱۳۲۵ و ۱۳۲۶ باند مذکور اختیاردار مطلق شده بود. این باند تصمیم گرفت طبق نقشه، اصلاح طلبان حزب را قلع و قمع کند.

## تقاضای امتیاز نفت شمال
در تاریخ۲۴ شهریور ۱۳۲۳ خورشیدی و در اوج سیاست‌های فرقه دمکرات آذربایجان و دخالت‌های ارتش سرخ که در آن زمان در ایران مستقر بود، دولت وقت اتحاد جماهیر شوروی، معاون  وزیر خارجه ی خود کافتارادزه را برای جلب نظر دولت ایران در زمینه «انعقاد قرارداد امتیاز نفت شمال ایران» به این کشور فرستاد.

### حمایت حزب توده از زیاده خواهی شوروی
روز ۵ آبان ۱۳۲۳ راهپیمایی کذایی حزب توده و شورای متحده از جلوی باشگاه آن تا برابر مجلس انجام گرفت. شعار راهپیمایان دو چیز بود: «ساعد باید ساقط شود» و «امتیاز نفت به دولت شوروی داده شود». 
در چنین اوضاع و احوالی بود که احسان طبری با نوشتن مقاله‌ای، این موضوع را مطرح کرد که: «اگر دولت ایران برای شرکت نفت ایران و انگلیس در جنوب ایران امتیازی قائل است، به یقین درست خواهد بود که برای همسایه شمالی -شوروی- هم در شمال کشور چنین امتیازی را در نظر بگیرد» 

### مقاومت مجلس
در تاریخ ۱۱ آذر ۱۳۲۳ دکتر مصدق طرحی را با قید دو فوریت به مجلس داد که بلا فاصله تصویب شد. در این طرح آمده بود:«هیچ نخست وزیر، وزیر و اشخاصی که کفالت از مقام آنها یا معاونت می کنند، نمی توانند راجع به امتیاز نفت با هیچ یک از نمایندگان رسمی و غیر رسمی دول مجاور و یا نمایندگان شرکتهای نفت و هرکس غیر از  اینها مذاکراتی که اثر قانونی دارد بکند یا این که قراردادی امضا نماید» 

## ظهور و سقوط حکومت دموکرات آذربایجان
در تاریخ ۱۲ شهریور ۱۳۲۴ فرقه دموکرات آذربایجان اعلام موجودیت کرد. نقشه تشکیل این فرقه خیلی پیش از آن توسط شوروی کشیده شده بود.
طبق برخی اسناد طبقه بندی شده به نظر می رسد که رهبری شوروی در آرزوی تجزیه آذربایجان و حتی بقیه مناطق هم مرز با شوروی بود. از جمله کمینترن به باقرف چنین نوشته بود: توصیه می‌شود به کارهای مقدماتی برای تشکیل یک ولایت 
خودمختار ملی آذربایجان در چارچوب دولت ایران شروع شود که صاحب اختیارات وسیع باشد. در عین حال در استان‌های گیلان، مازندران، گرگان و خراسان هم یک جنبش تجزیه طلبانه سازماندهی شود.
پس از گفتگوهای قوام-سادچیکف، قوام به حسین علاء (سفیر وقت ایران در سازمان ملل) دستور داد تا شکایت جدید ایران از شوروی را از مطرح کند. در شکایت دوم، بر خلاف قبلی، آمریکا و بریتانیا هم پشتیبان ایران بودند. گفتگوهای قوام با سادچیکف سرانجام به امضای موافقت‌نامه مشهور به قرارداد قوام-سادچیکف به تاریخ ۱۵ فروردین ۱۳۲۵، منجر شد.
محور این قرارداد، سه موضوع بود:
- نیروهای ارتش سرخ، تا پایان اردیبهشت ۱۳۲۵ شمسی، همه خاک ایران را ترک کنند.
- شرکت نفت مختلط ایران و شوروی تشکیل شود.
- غائله آذربایجان، مسئله داخلی ایران شناخته شود.

بدین ترتیب، تخلیه نیروهای شوروی آغاز شد که تا ۱۹ اردیبهشت همان سال، به پایان رسید.
در این حین، فرقه دموکرات هنوز در آذربایجان مستقر بود. گرچه بدون حضور شوروی اقتدار آن شروع به افول کرد. با وجود یک توافق با دولت مرکزی که به آذربایجان خودمختاری قابل توجهی می‌داد و به فرقه دموکرات اجازه می‌داد در قدرت کامل بماند، مذاکرات شکست خورد. تأثیرگذاری هم قوام و هم شاه در حل وضعیت در آذربایجان مهم بود و می‌تواند بدین شکل جمع بندی شود: رفتن شوروی‌ها نظامیان را قادر ساخت مخالفین حکومت تبریز را مسلح کنند؛ بلوایی توسط عشایر قشقایی و بختیاری دولت قوام را قادر ساخت اقتدار دولت مرکزی را بر همه ایران اعمال کند و به نظامیان دستور بدهد که آذربایجان بروند تا نظم را در جریان انتخابات (که فقط با حضور نیروهای امنیتی قادر به برگزاری بود) برقرار کنند. نیروهای ایرانی در مواجهه با تهدید شوروی و با حمایت غیررسمی ایالات متحده در شورای امنیت در صورت بروز هرگونه مشکل، در ۹ دسامبر ۱۹۴۶ شروع به حرکت به سوی آذربایجان کردند. پیشه‌وری تا ۲۱ آذر ۱۳۲۵/ ۱۳ دسامبر ۱۹۴۶ به باکو گریخته بود و نیروهای ایرانی وارد تبریز شده بودند.